# The Restoration of Chaos & Order
The Restoration of Chaos & Order is het vierde studioalbum van de Amerikaanse ska-punkband Against All Authority. Het is tevens het laatste album van de band, die in 2007 uiteen viel, en werd uitgegeven op 9 mei 2006 door Hopeless Records.

## Nummers
1. "The Restoration of Chaos & Order"
2. "Sweet Televised Destruction"
3. "All Ages Show Tonight"
4. "Collecting Scars"
5. "Radio Waves"
6. "Silence is Golden but Duct Tape is Silver"
7. "Shut It Down"
8. "Sunshine Fist Magnet"
9. "I Just Wanna Start a Circle Pit"
10. "War Machine Breakdown"
11. "Grinding My Life Away"
12. "The Production of Self Destruction"
13. "Buried Alive"
14. "Best Enemy"
15. "Holiday in Cambodia" (alleen op de vinylversie van het album)

## Band
- Danny Lore - zang, basgitaar
- Joe Koontz - gitaar, zang
- Macbeth Proenza - drums
- Alan Veronese - trompet